# مات جونسون (مغن مؤلف)
مات جونسون (بالإنجليزية: Matt Johnson)‏ هو مغن مؤلف أمريكي، ولد في 6 ديسمبر 1996.